# Étang du Moulin Neuf (Lévis-Saint-Nom)

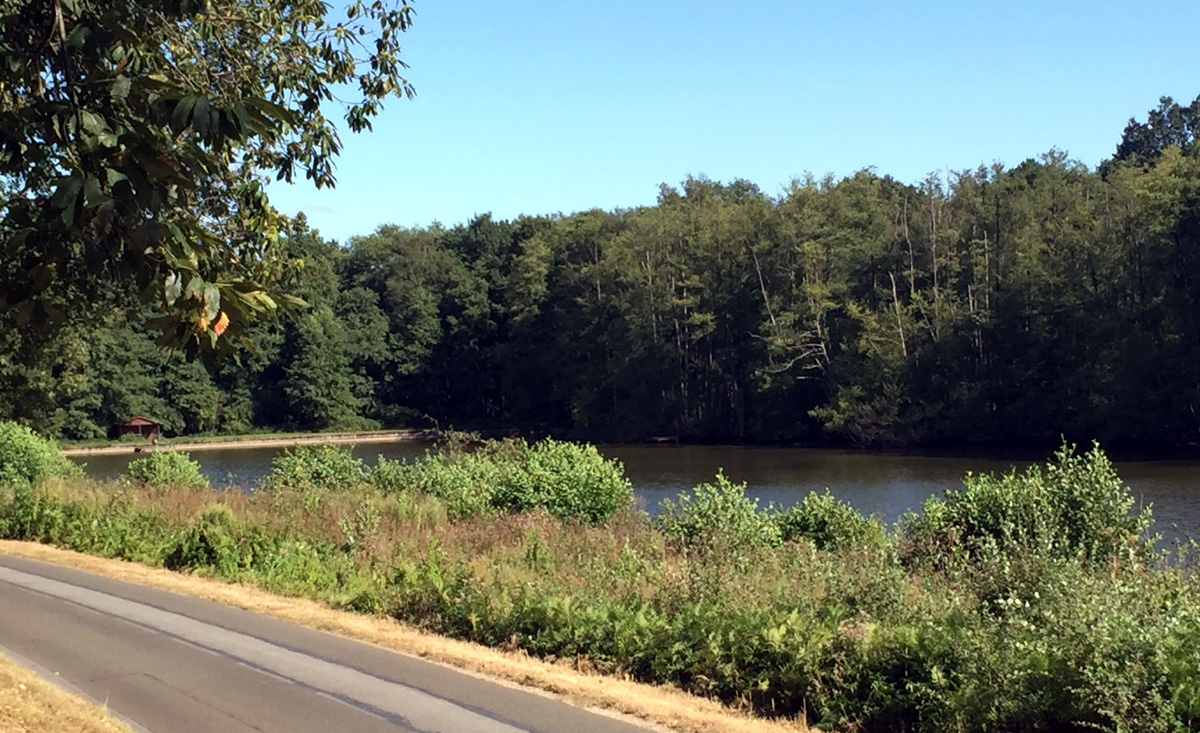
Étang du Moulin Neuf à Lévis-Saint-Nom (78)

L’étang du Moulin Neuf est situé sur la commune de Lévis-Saint-Nom dans le département des Yvelines. Il fait partie du Parc naturel régional de la Haute vallée de Chevreuse et se situe sur une propriété privée.

## Géographie
Situé à 115 mètres d’altitude, l’étang couvre une superficie de 2,5 hectares. Dans la commune, il est situé sur la branche nord de l’Yvette, un affluent de l’Orge, le long de la route Girouard et possède une digue artificielle côté est. L’un des trois moulins de Lévis-Saint-Nom était autrefois présent sur ce lieu. Il est aujourd'hui transformé en résidence.

## Environnement
L’étang du Moulin Neuf fait partie de la Zone naturelle d'intérêt écologique, faunistique et floristique (ZNIEFF) de type 1 « Fonds d’Yvette à Levis-Saint-Nom » qui couvre une surface de 30 hectares.
La grande diversité écologique de ce fond de vallée est induite par la juxtaposition de boisements alluviaux, d'anciennes prairies humides et de petites roselières. Côté flore, on y trouve notamment la rarissime Lathrée clandestine, protégée en Ile-de-France. Côté faune, l'étang constitue l'une des plus importantes frayères à Crapaud commun (Bufo bufo) de la vallée de l'Yvette. Plusieurs milliers d'individus sont ainsi observés chaque année lors des migrations pré et postnuptiales au niveau de la route qui longe le plan d'eau.